# Michel Bensoussan
Michel Bensoussan, född den 5 januari 1954 i Pau, Frankrike, är en fransk fotbollsspelare som tog OS-guld i fotbollsturneringen vid de olympiska sommarspelen 1984 i Los Angeles.